# Thal (Stiermarken)
Thal is een gemeente in de Oostenrijkse deelstaat Stiermarken, en maakt deel uit van het district Graz-Umgebung.
Thal telt 2288 inwoners.

## Geboren
- Arnold Schwarzenegger (1947), Oostenrijks-Amerikaans acteur, bodybuilder en Amerikaans politicus (voormalig gouverneur van Californië)